# Amy Adams

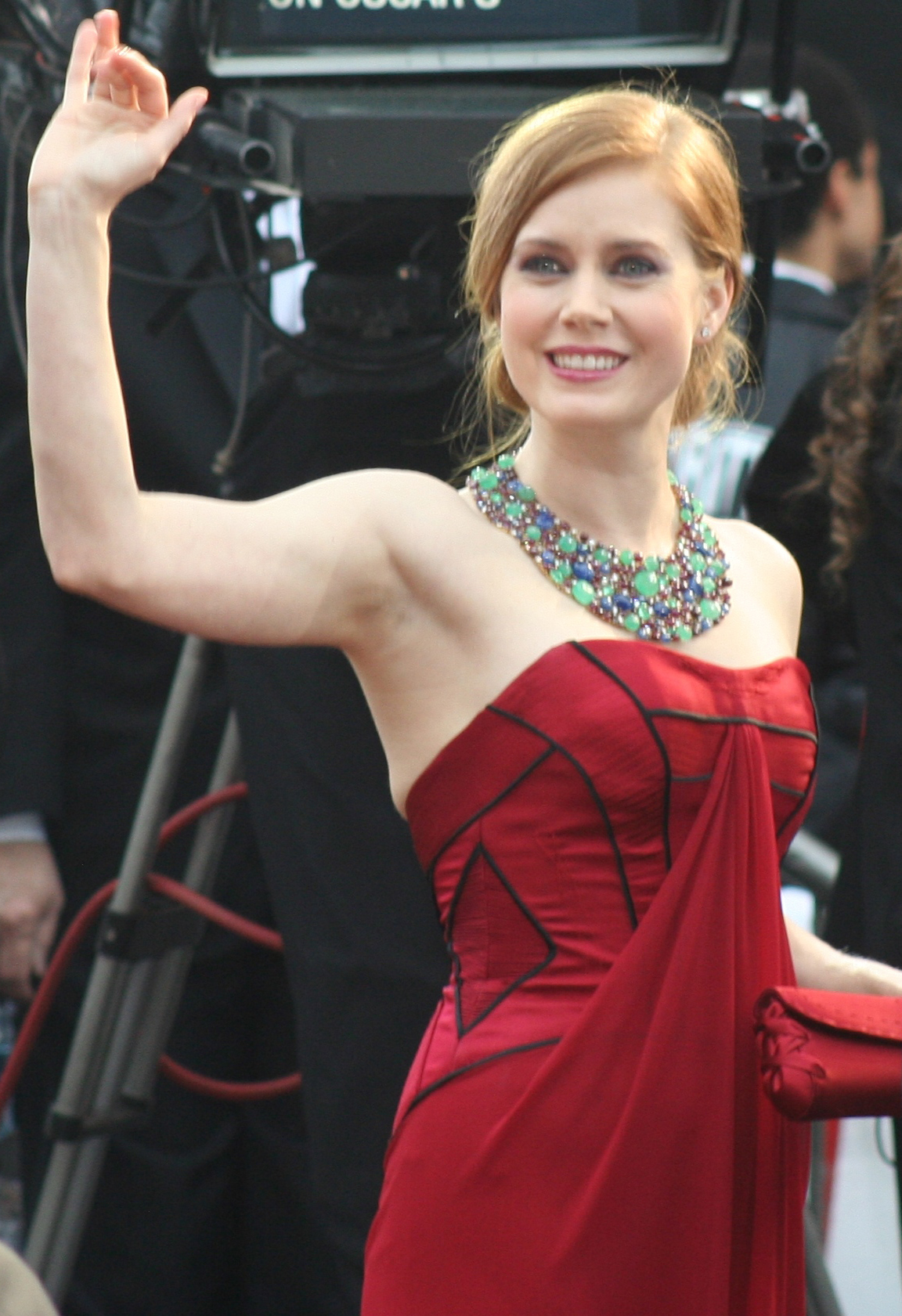
Amy Adams podczas 81. ceremonii wręczenia Oscarów w 2009 roku

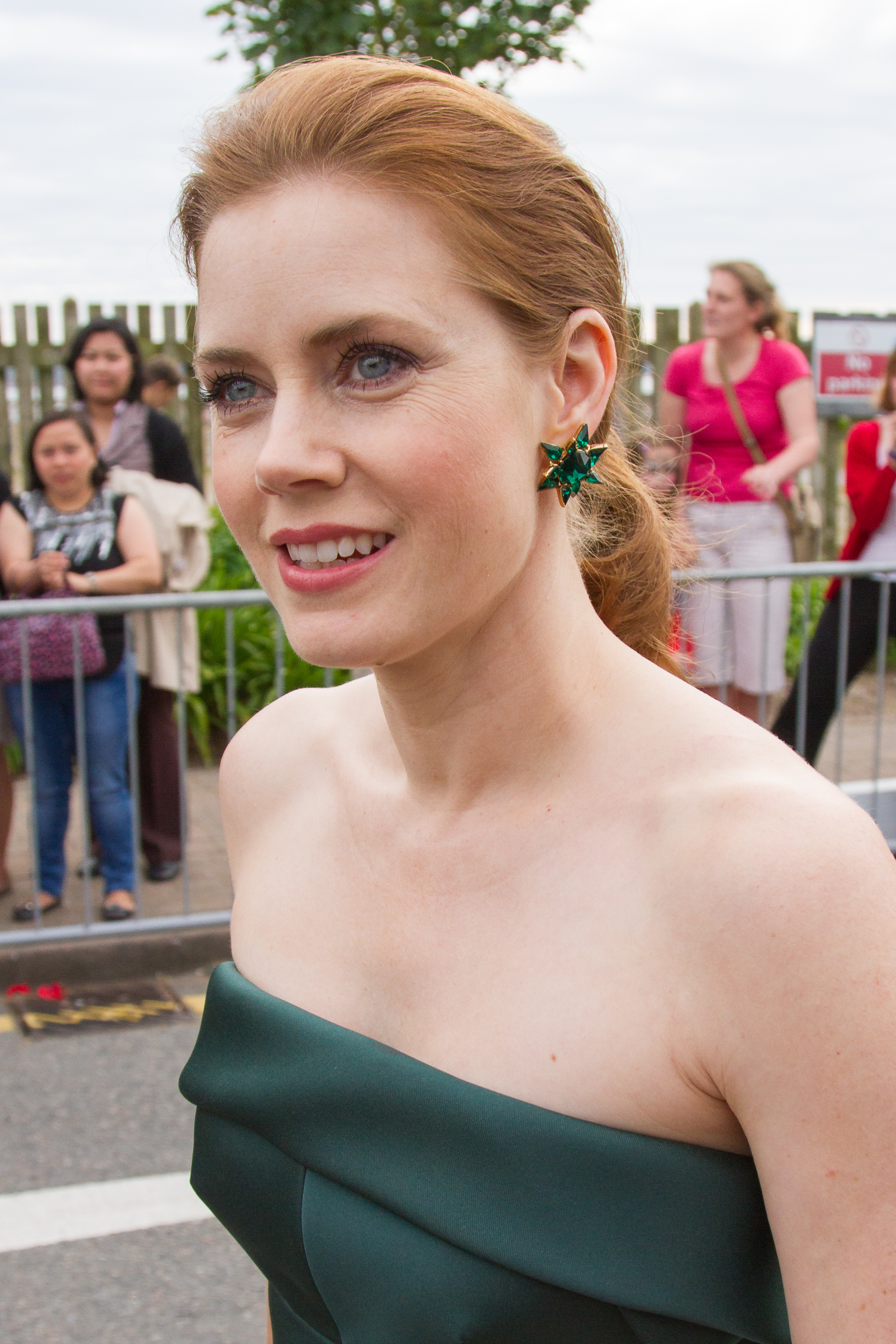
Amy Adams (2013)

Amy Lou Adams (ur. 20 sierpnia 1974 w Vicenzy) – amerykańska aktorka filmowa i telewizyjna.

## Życiorys
Córka Kathryn i Richarda Adamsa, jedna z siedmiorga dzieci. Jej ojciec był wojskowym, w związku z czym dużo podróżowała przez pierwsze siedem lat życia, po czym rodzina osiadła na stałe w Kolorado. Początkowo jej rodzina należała do wspólnoty mormonów, ale porzuciła to wyznanie, gdy Amy była jeszcze dzieckiem. Gdy miała 11 lat, jej rodzice rozwiedli się, by móc rozwijać kariery zawodowe.
Po ukończeniu szkoły rozważała karierę tancerki i pracowała w teatrze muzycznym, po czym zdecydowała się na aktorstwo i wygrała przesłuchania do Zabójczej piękności. Przełomem w jej karierze była rola Ashley w Świetliku, za którą nominowano ją do Oscara.

## Życie prywatne
W 2001 r. podczas zajęć aktorskich poznała Darrena Le Gallo, który od 2015 r. jest jej mężem. Para ma córkę Avianę (ur. 2010).

## Nagrody i nominacje
Pięciokrotnie nominowana do Oscara i nagrody BAFTA. Zdobywczyni dwóch Złotych Globów w 2013 w kategorii „najlepsza rola żeńska w filmie komediowym lub musicalu” za rolę w filmie American Hustle i w 2015 w tej samej kategorii za rolę w filmie Wielkie oczy. Nominacje i nagrody przyniosły jej kolejno role w filmach:
- Świetlik – nagroda Critics’ Choice oraz Washington D.C. Area Film Critics Association Award, nominacja do Oscara, nagrody Gildii Aktorów Ekranowych i Satellite Award w kategorii „najlepsza rola drugoplanowa w dramacie”
- Zaczarowana – nagroda Saturna za najlepszą rolę żeńską, nominacja do Złotego Globu i Satellite Award w kategorii „najlepszą rola żeńska w filmie komediowym lub musicalu”, nominacja do MTV Music Award w kategoriach „najlepsza rola komediowa”, „najlepsza rola żeńska” i „najlepszy pocałunek filmowy”, a ponadto śpiewana przez nią piosenka That’s How You Know otrzymała nagrodę Grammy
- Wątpliwość – nominacja do Oscara, nagrody BAFTA, nagrody Złotego Globu i nagrody Gildii Aktorów Ekranowych w kategorii „najlepsza żeńska rola drugoplanowa”
- Fighter – nominacja do Oscara, nagrody BAFTA, nagrody Złotego Globu, nagrody Gildii Aktorów Ekranowych i Satellite Award w kategorii „najlepsza żeńska rola drugoplanowa”
- Muppety – Nickelodeon Kids’ Choice Award za najlepszą rolę żeńską
- Mistrz – nominacja do Oscara, nagrody BAFTA, nagrody Złotego Globu i Satellite Award w kategorii „najlepsza żeńska rola drugoplanowa”
- American Hustle – Złoty Glob w kategorii „najlepsza rola żeńska w filmie komediowym lub musicalu”, nagroda Critics’ Choice w kategorii „najlepsza rola żeńska w komedii”, nominacja do Oscara, nagrody BAFTA i Satellite Award w kategorii „najlepsza żeńska rola pierwszoplanowa”
- Wielkie oczy – Złoty Glob w kategorii „najlepsza rola żeńska w filmie komediowym lub musicalu”
- Vice - nominacja do Oscara, nagrody BAFTA, nagrody Złotego Globu, nagrody AACTA, nagrody Amerykańskiej Gildii Aktorów Filmowych w kategorii „najlepsza żeńska rola drugoplanowa”

## Filmografia
- 1999: Zabójcza piękność jako Leslie Miller
- 2000: Czarodziejki jako Maggie Murphy
- 2000: Buffy: Postrach wampirów jako Beth
- 2000: Różowe lata siedemdziesiąte jako Kat Peterson
- 2000: Zoe i przyjaciele jako Dinah
- 2000: Szkoła uwodzenia 2 jako Kathryn
- 2000: Psycho Beach Party jako Marvel Ann
- 2000: The Chromium Hook jako Jill Royaltuber
- 2002: The Slaughter Rule jako Doreen
- 2002: Pumpkin jako Alex
- 2002: Kto pierwszy, ten lepszy jako Kate
- 2002: Złap mnie, jeśli potrafisz jako Brenda Strong
- 2004: Ostatni podryw (The Last Run) jako Alexis
- 2005: Pretty Man, czyli chłopak do wynajęcia jako Amy
- 2005: Świetlik jako Ashley
- 2005: Powtórka z rozrywki jako Elise
- 2005–2006: Biuro jako Katy
- 2006: Tenacious D: Kostka Przeznaczenia jako cudowna kobieta
- 2006: Ricky Bobby – Demon prędkości jako Susan
- 2007: Wojna Charliego Wilsona jako Bonnie Bach
- 2007: Zaczarowana jako księżniczka Giselle
- 2007: I wszystko lśni jako Rose Lorkowski
- 2008: Niezwykły dzień panny Pettigrew jako Delysia Lafosse
- 2008: Wątpliwość jako siostra James
- 2009: Moonlight Serenade jako Chloe
- 2009: Noc w muzeum 2 jako Amelia Earhart
- 2009: Julie i Julia jako Julie Powell
- 2010: Oświadczyny po irlandzku jako Anna
- 2010: Fighter jako Charlene Fleming
- 2011: Muppety jako Mary
- 2012: Mistrz jako Peggy Dodd
- 2012: W drodze (On the Road) jako Jane
- 2012: Dopóki piłka w grze (Trouble with the Curve) jako Mickey
- 2013: Człowiek ze stali (Man of Steel) jako Lois Lane
- 2013: American Hustle jako Sydney Prosser
- 2013: Ona (Her) jako Amy
- 2014: Lullaby jako Emily
- 2014: Wielkie oczy (Big Eyes) jako Margaret Keane
- 2016: Batman v Superman: Świt sprawiedliwości (Batman v Superman: Dawn of Justice) jako Lois Lane
- 2016: Nowy początek (Arrival) jako dr Louise Banks
- 2016: Zwierzęta nocy (Nocturnal Animals) jako Susan Morrow
- 2018: Ostre przedmioty jako Camille Preaker
- 2018: Vice jako Lynne Cheney
- 2020: Elegia dla bidoków (Hillbilly Elegy) jako Beverly Vance
- 2021: Liga Sprawiedliwości Zacka Snydera jako Lois Lane
- 2021: Kobieta w oknie (The Woman in the Window) jako Anna Fox
- 2022: Rozczarowana (Disenchanted) jako Giselle
- 2024: Nocna suka (Nightbitch) jako Matka